# Gustav Borchers

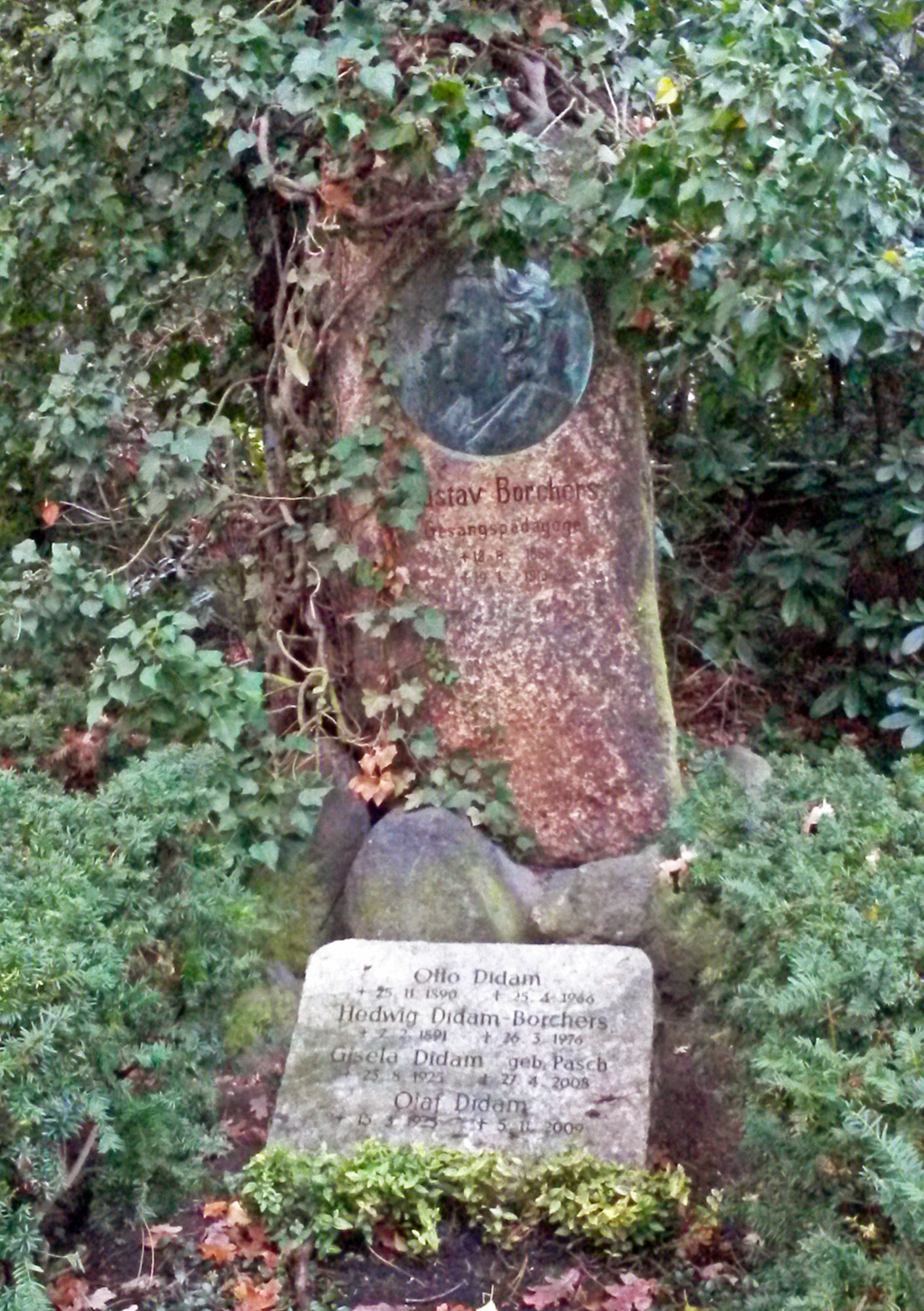
Grabmal auf dem Südfriedhof in Leipzig

Konrad Julius Gustav Borchers (* 18. August 1865 in Woltwiesche, Herzogtum Braunschweig; † 19. Januar 1913 in Leipzig) war ein deutscher Sänger, Gesangspädagoge und Chorleiter.

## Leben und Wirken
Bereits als Schuljunge lernte er autodidaktisch das Spielen von Violine, Klavier und Orgel. Er besuchte das herzoglich-braunschweigische Lehrerseminar in Wolfenbüttel. Zu seinen Musiklehrer gehörten Selmar Müller  (1819–1888) und Georg Langenbeck (1853–1922). 1887 wurde er Stipendiat des Holsteinstiftes in Leipzig und als solcher Schüler des Königlichen Konservatoriums, wo Oscar Paul, Salomon Jadassohn, Willy Rehberg, Robert Papperitz, Friedrich Rebling u. a seine Lehrer in Komposition, Klavier- und Orgelspiel sowie Gesang waren. Außerdem nahm er später bei Laurits Christian Tørsleff Gesangunterricht und wirkte ab 1890 als Oratorien- und Liedersänger, spezialisiert auf Werke von Franz Schubert.
1896 bewarb er sich erfolgreich um die Stelle eines Gesanglehrers am Nicolaigymnasium in Leipzig, wo er dem Schulgesang zu neuen Blüte verhalf. Er gründete 1898 ein Seminar für Gesanglehrer als erstes in Deutschland und bot ab 1902 Kurse für Chordirigenten, Schul- und Gesanglehrer, nachdem er sich mit Carl Eitz, dem Erfinder des „Tonwortes“ verbunden hatte.
Von 1900 bis 1903 war er außerdem Dirigent der Singakademie in Altenburg und wurde 1902 Kantor an der Leipziger Peterskirche.
Zu seinen Vokalwerken zählen Lieder, Duette, Kantaten etc., ferner „Uebungsstoffe“ für den Schul- und Kunstgesangunterricht (zum Beispiel: Lieder, Singstimme, Klavier, op. 15. 1895; Lieder, Sopran, Klavier, op. 16. 1896). Daneben schrieb er auch für Musikzeitschriften Kritiken und Aufsätze.
Er wurde auf dem Südfriedfhof in Leipzig beigesetzt. Sein Grabstein mit Porträtmedaillon hat sich bis heute erhalten.
Otto Didam war sein Schwiegersohn.

## Ehrungen
- 1904: Oberlehrer h. c.